# 876

## Narození
- Jindřich I. Ptáčník, vévoda saský a král východofranský († 2. července 936)
- Ivan Rilský, bulharský poustevník (přibližné datum, † 18. srpna 946)
- Toda, královna Pamplony († 958)

## Úmrtí
- 31. ledna – Hemma z Altdorfu, bavorská vévodkyně a východofranská královna (* 808)
- 28. srpna – Ludvík II. Němec, východofranský král (* kolem 806)

## Hlavy státu
- České knížectví – Bořivoj I.
- Velkomoravská říše – Svatopluk I.
- Papež – Jan VIII.
- Anglie – Alfréd Veliký
- Skotské království – Konstantin I.
- Východofranská říše – Ludvík II. Němec – Karel III. Tlustý + Karloman II. Francouzský + Ludvík III. Francouzský
- Západofranská říše – Karel II. Holý
- První bulharská říše – Boris I.
- Kyjevská Rus – Askold a Dir
- Byzanc – Basileios I.
- Svatá říše římská – Karel II. Holý